# Alaska (Schiff, 1944)
Die USS Alaska (CB-1) war das Typschiff der Alaska-Klasse, die von der US-Marine als Large Cruiser (dt.: Große Kreuzer) klassifiziert wurden. Sie war ein schneller Kreuzer (lief mehr als 30 Knoten) mit sehr starker Hauptartillerie für einen Kreuzer. Die Alaska nahm an mehreren Operationen während des Pazifikkriegs teil, wurde 1947 ausgemustert und verblieb bis 1960 in der Reserveflotte.

## Technik
Für einen genauen Überblick über die technischen Daten siehe Alaska-Klasse

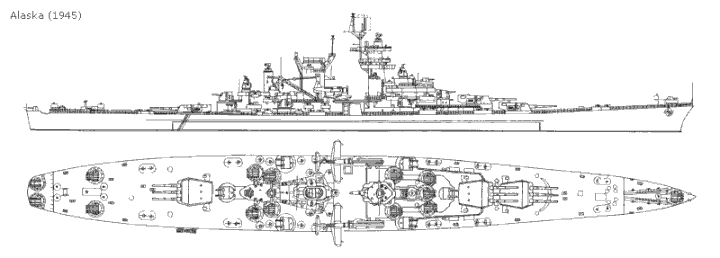
Detailzeichnung der USS Alaska (CB-1)

Als Einheit der Alaska-Klasse war die Alaska 246 Meter lang und bis zu 27,7 Meter breit. Die Einsatzverdrängung lag bei über 34.000 ts.
Der Rumpf hatte eine sehr schlanke Form (Länge-/Breitenverhältnis = 9,0) und war elektrisch geschweißt. Es gab fünf Decks, die Zitadelle war 137 Meter lang und 18,7 Meter breit. Die Alaska hatte über die gesamte Kiellänge einen Doppelboden. Weiterhin gab es zu beiden Seiten einen Schlingerkiel von rund 90 Metern Länge.
Die Hauptbewaffnung des Schiffs bestand aus drei Drillingstürmen mit Geschützen des Kalibers 30,5 cm, davon zwei vor den Aufbauten und einer auf dem Achterdeck. Zusätzlich verfügte die Alaska über sechs Zwillingstürme mit 12,7-cm-Geschützen und zahlreiche kleinkalibrige Geschütze zur Flugabwehr.
Mittschiffs befanden sich zwei schwenkbare Katapulte von 20,67 Metern Länge, die durch eine Pulverladung angetrieben wurden. Vier SC-1 Seahawk-Aufklärungsflugzeuge wurden mitgeführt.
Die Ausrüstung mit Ortungsradar bestand aus einem SK sowie einem SG am Stengenmast über dem Kommandoturm. Eine weitere SG-Antenne befand sich auf einem Ausleger auf der Vorderkante des Schornsteins. Als Feuerleitradar (FLR) waren Mk 8 Mod. 1 für die Seezielartillerie und Mk 4 für die Flugabwehr an Bord.
Bei der Maschinenanlage handelte es sich um vier Satz General Electric Getriebeturbinen zu je 37.500 WPS Leistung, die auf je eine Welle mit einem vierflügeligen Propeller von 4,52 Meter Durchmesser wirkte. Damit konnte die Alaska Geschwindigkeiten von bis zu 33 Knoten erreichen. Acht ölbefeuerte Babcock & Wilcox-Kessel, aufgeteilt zu zwei Gruppen, lieferten den Dampf für die Antriebsanlage. Die elektrische Anlage, die 450 Volt Wechselspannung lieferte, bestand aus vier Turbogeneratoren mit 1000 Kilowatt und vier Dieselgeneratoren zu je 1062 Kilowatt (insgesamt 8248 Kilowatt).

## Geschichte

### Bau und Indienststellung

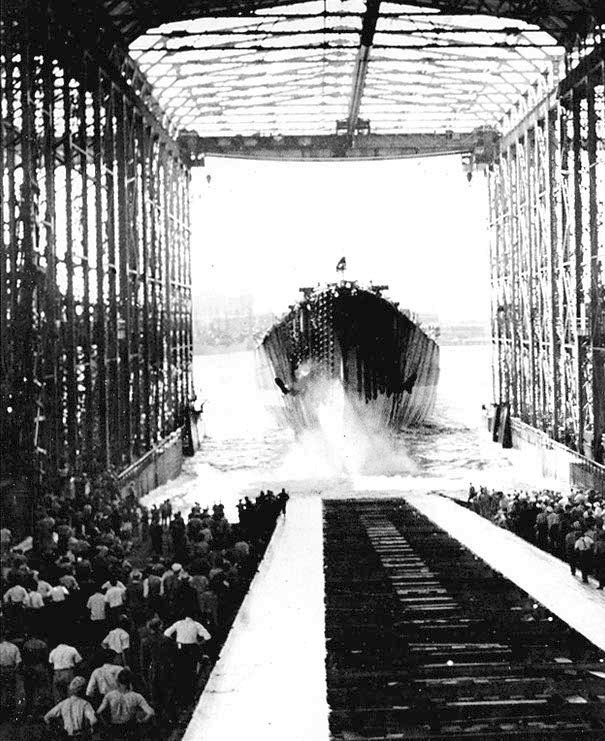
Stapellauf der Alaska

Die Alaska wurde am 17. Dezember 1941 bei New York Shipbuilding in Camden (New Jersey) auf Kiel gelegt. Nach der Taufe am 15. August 1943 durch die Frau von Ernest Gruening, dem Gouverneur des Alaska-Territoriums (ab 1959 US-Bundesstaat), erfolgte der Stapellauf. Die Indienststellung war am 17. Juni 1944 auf dem Philadelphia Naval Shipyard mit Kapitän Peter K. Fischer als kommandierendem Offizier.
Nachdem die Alaska nach ihrer Indienststellung endgültig ausgerüstet worden war, verlegte sie am 6. August 1944 den Delaware River hinunter nach Hampton Roads, begleitet von den Zerstörern Simpson (DD-221) und Brome (DD-210). Sie absolvierte sehr umfangreiche und intensive Probefahrten, zuerst in der Chesapeake Bay, später im Golf von Paria, bei den westindischen Inseln in der Nähe von Trinidad. Hierbei wurde sie von den Zerstörern Bainbridge (DD-246) und Decatur (DD-341) begleitet. Nach dieser Probezeit fuhr die Alaska wieder zur Marinewerft von Philadelphia zurück, damit die festgestellten Mängel behoben werden konnten. Dazu zählten die Verbesserung der Feuerleitkontrolle ihrer 12,7-cm-Batterien durch Feuerleitstände vom Typ Mark 57.

### Gefechtsausbildung

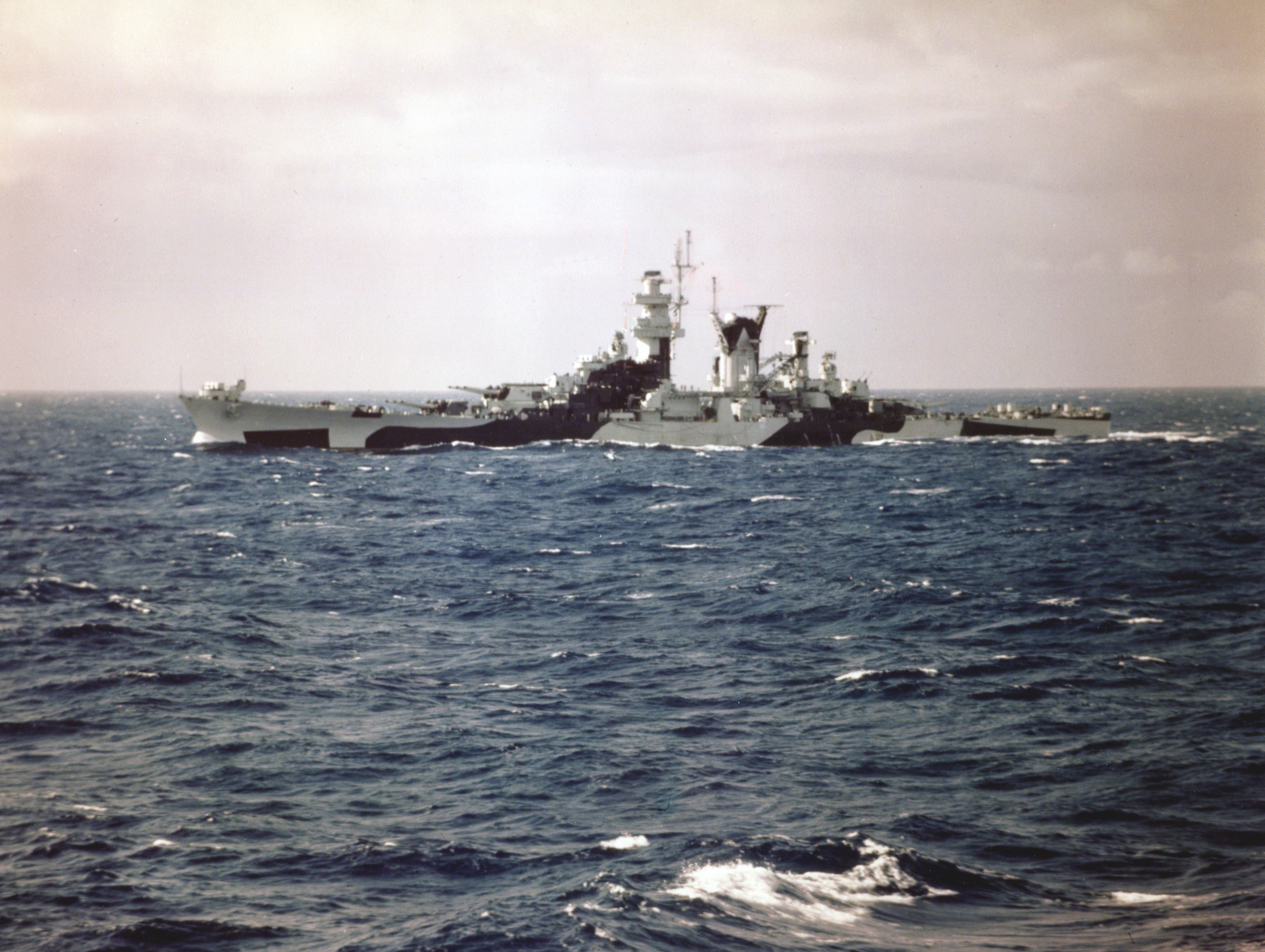
Die USS Alaska (CB-1) während der Probefahrten

Die Alaska verließ Philadelphia am 12. November 1944 mit Richtung karibischer See, begleitet von der Thomas E. Fraser (DM-24). Sie absolvierte zwei Wochen lang intensive Gefechtsausbildung in den Gewässern von Guantánamo Bay, Kuba. Am 2. Dezember nahm sie dann Kurs auf den Pazifik, den sie nach einem Transit durch den Panamakanal am 4. Dezember erreichte. Die Alaska verlegt dann nach San Francisco, wo sie am 12. Dezember 1944 einlief. Hier absolvierte die Alaska noch Gefechtsübungen in Landzielbeschuss und Luftabwehr, bevor sie Einsatzbereitschaft melden konnte.

### Im Pazifik
Am 8. Januar 1945 nahm die Alaska Kurs auf Hawaii, das sie am 13. Januar erreichte. Während dieses Zwischenstopps löste Captain Kenneth M. Noble Captain Fischer als Kommandant ab, da dieser inzwischen Flaggoffizier geworden war. Während dieser Zeit standen weitere Erprobungen des Schiffs und die Ausbildung der Besatzung auf dem Plan. Danach wurde die Alaska Teil der Task Group 12.2 (kurz TG), mit der sie am 29. Januar Ulithi, den Flottenankerplatz bei der Karolinen-Inselgruppe, erreichte. Hier wurde sie am 6. Februar Teil der TG 58.5, eine Einsatzgruppe innerhalb der Task Force 58 (kurz TF).

#### Iwo Jima-Kampagne

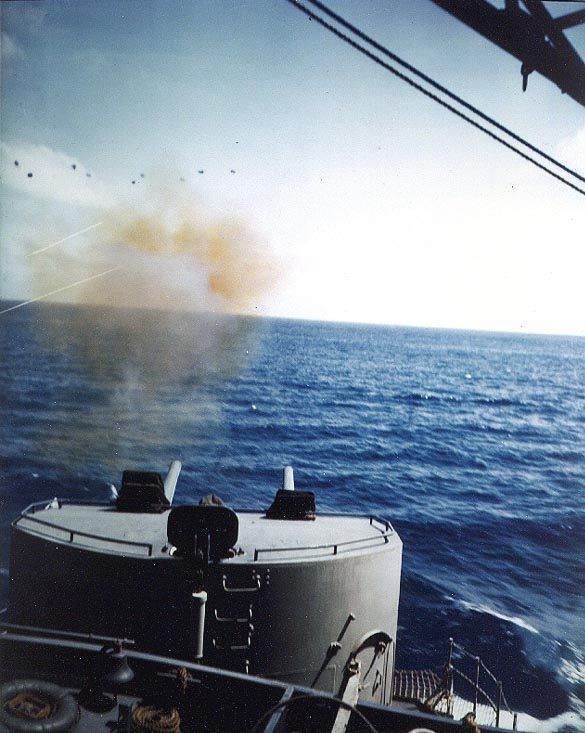
Schießübungen auf der Alaska, Februar 1945

Die erste Aufgabe, an der die Alaska mit der TF 58 teilnahm, war der Schutz der Flugzeugträger während der Operationen gegen Iwo Jima. Hier konnte die Besatzung der Alaska sehr viel Erfahrung sammeln, die sie später bei den Operationen gegen Okinawa einbringen konnte. Bei den ersten Operationen machte es schlechtes Wetter nicht notwendig, ihre Luftabwehrfähigkeiten unter Beweis zu stellen. Während der Operation wurde sie der TG 58.4 zugeteilt, die die Landeoperationen gegen Iwo Jima zu sichern hatte. Auch hier wurde ihre Luftabwehrstärke nicht auf die Probe gestellt. Nach 19 Tagen wurde die Alaska zurück nach Ulithi beordert, wo sie ihre Vorräte ergänzte und kleinere Reparaturen ausgeführt wurden.

#### Okinawa, die Vorbereitungen
Mit der Entscheidung, Okinawa Anfang April 1945 einzunehmen, war klar, dass die japanische Marine mit aller Macht versuchen würde, das zu verhindern. Weiterhin war klar, dass die amerikanischen Einheiten mit verstärkten Luftangriffen rechnen mussten. Um den Feind vorher zu schwächen, sollten die Flugplätze auf den japanischen Hauptinseln Kyushu, Shikoku und Honshū angegriffen werden. Ziel der Operation war die Vernichtung von möglichst vielen feindlichen Maschinen am Boden und in der Luft, damit sie die später eintreffende Invasionsflotte dann nicht mehr bekämpfen konnten.
Dabei war die Alaska Teil des Abwehrschirms rund um die Flugzeugträger Yorktown, Intrepid, Independence und Langley, mit der Aufgabe, die Flugzeugträger vor feindlichen Angriffen zu schützen.
Die Einsatzorder sah vor, dass die Alaska der TF 58 am 14. März folgen sollte, die nordwestlich der Karolinen kreuzte. Am 16. März wurde eine Versorgung in See durchgeführt. Die TF 58 erreichte Kyushu in den frühen Morgenstunden des 18. März. An diesem Tag sollten die Flugplätze Usa, Oita und Saeki angegriffen werden. Drei weitere Task Groups waren an dieser Aktion beteiligt, 58.1, 58.2 und 58.3. Dabei wurden 107 Flugzeuge am Boden und 77 von 142 in der Luft zerstört.

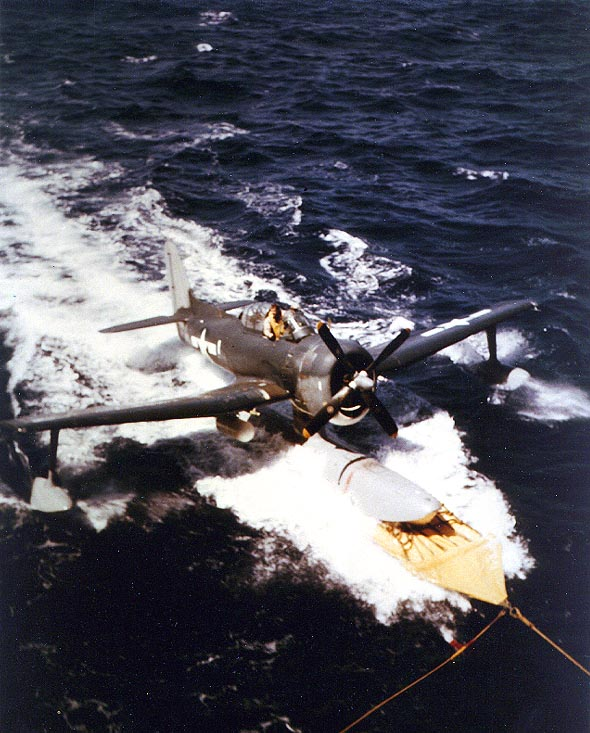
SC-1 Seahawk nach der Rückkehr von einem Aufklärungsflug

Der erste Feindkontakt der Alaska war ein Luftangriff auf das Schiff, der erfolgreich abgewehrt werden konnte. Kurz darauf wurde ein Flugzeug gesichtet, das sich im Tiefflug direkt voraus näherte. Das Feuer wurde sofort eröffnet, wobei auch Treffer erzielt wurden. Dabei handelte es sich jedoch um eine F6F Hellcat, die in diesem Fall unter friendly fire geraten war. Der Pilot konnte die beschädigte Maschine wassern und wurde unverletzt von einem anderen Schiff, das in der Nähe kreuzte, aufgenommen.
Die Kämpfe gingen den ganzen Tag weiter, da die Selbstmordflüge der Japaner nicht enden wollten. Dutzende von japanischen Flugzeugen mit unerfahrenen Piloten wurden durch die CAP (engl. Combat Air Patrol) der amerikanischen Trägerflugzeuge abgeschossen. Weitere Flugzeugabschüsse wurden vom Flugabwehrfeuer der Begleitschiffe erzielt.
Am Morgen des 19. März offenbarten Luftaufklärungsbilder eine große Anzahl von Überwassereinheiten in den Inlandgewässern von Japan. Daraufhin wurden Luftoperationen gegen diese Einheiten gestartet, und zwar in Kōbe, Kure und Hiroshima. Schweres Luftabwehrfeuer der Japaner ließ die Erfolge dürftig ausfallen.
Der Gegenangriff der Japaner ließ nicht lange auf sich warten. Dieser Angriff traf die TG 58.2, die 20 Seemeilen nördlich des TF-58-Verbandes kreuzte. Die beiden Träger Franklin und Wasp erlitten Bombentreffer. Von der Alaska aus gesehen wurde ein Blitz registriert, dem eine riesige Rauchsäule folgte. Am Nachmittag zog sich die TF 58 in Richtung Südwesten zurück, die schwer beschädigte Franklin schützend, während weiterhin Luftangriffe auf die Flugplätze von Kyushu geflogen wurden, um die Japaner unter Druck zu setzen, so dass diese wiederum möglichst keine Gegenangriffe mehr fliegen konnten.
Zum weiteren Schutz der Franklin wurde die Task Unit 58.2.9 (kurz: TU) gebildet. Diese Einheit bestand aus der Alaska selbst, ihrem Schwesterschiff Guam (CB-2), dem Leichten Kreuzer Santa Fe (CL-60) und drei Zerstörerdivisionen. Diese Streitmacht sollte „Big Ben“, so der Spitzname der Franklin, mit der höchstmöglichen Geschwindigkeit nach Guam begleiten, zum Teil noch geschützt durch die verbliebenen Einheiten der TG 58.2. Der Anfang dieser Rückreise verlief ereignislos, ab und zu unterbrochen von Bogy-Sichtungen (nicht identifizierte Flugzeuge), die sich aber als amerikanische Aufklärungsflugzeuge vom Typ PB4Y Privateer erwiesen.
Am nächsten Morgen wurde ein Bogy in 56 Kilometern Entfernung gesichtet. Die Alaska führte eine Luftaufklärungspatrouille (CAP) der Hancock heran, die das unbekannte Flugzeug stellen und abschießen konnte.
Am 22. März war die Reise mit der beschädigten Franklin zu Ende, und die Alaska wurde Teil der TG 58.4. Ihr Treibstoff wurde am gleichen Tag von Chicopee (AO-34) ergänzt. In der Nacht meldete der Zerstörer Haggard (DD-555) ein U-Boot in 22 Kilometern Entfernung. Die Haggard und der Zerstörer Uhlmann (DD-687) wurden mit der Aufklärung und Zerstörung beauftragt. Dieser Auftrag wurde am nächsten Morgen mit einem Rammstoß der Haggard erfolgreich ausgeführt, wobei die Haggard so schwer beschädigt wurde, dass sie mit der Uhlmann als Begleitung in die Basis zurückbeordert wurde.

#### Okinawa-Kampagne

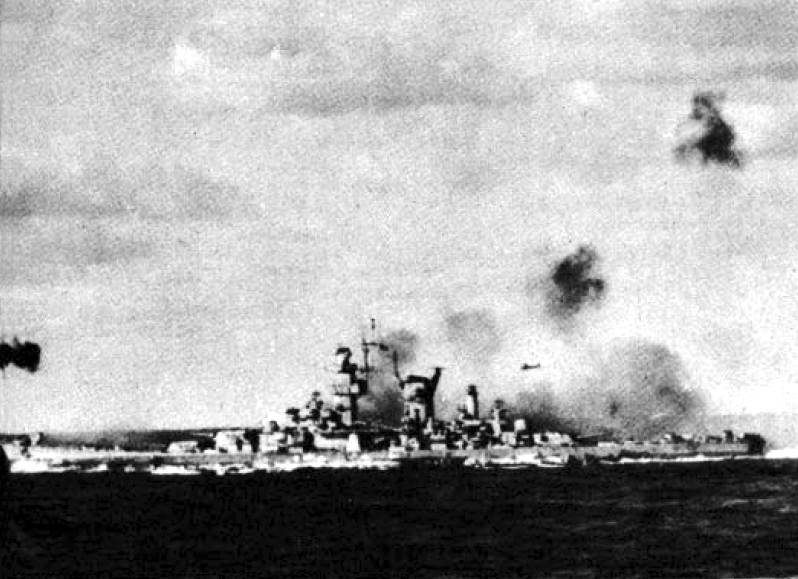
Die USS Alaska (CB-1) 1945 im Gefecht gegen angreifende japanische Flugzeuge

Während der nächsten Tage wurden die Luftoperationen gegen Okinawa ausgeweitet. Der Tag für die geplante Landeoperation auf der Insel war auf Ostersonntag, den 1. April 1945, festgelegt worden. Die Alaska war zur Absicherung der Flugzeugträger eingesetzt. Am 27. März wurde sie zur Landzielbeschießung von Minami Daito Shima, einer 258 Kilometer östlich von Okinawa gelegenen kleinen Insel, abkommandiert. Diese Aufgabenteileinheit, TU 58.4.9, setzte sich aus der Alaska, ihrem Schwesterschiff Guam, den Leichten Kreuzern San Diego (CL-53) und Flint (CL-97) sowie dem Zerstörergeschwader 47 zusammen.
Der Verband fuhr auf die Westseite der Insel. Am Morgen des 28. März eröffnete die Alaska das Feuer. Ihre Hauptbatterien feuerten 45 Salven landeinwärts und ihre 12,7-cm-Geschütze 352 Salven zur Luftabwehr. Von Land kam keine Gegenwehr.
Zurück in der TG 58.4, ergänzte die Alaska ihren Brennstoffvorrat am Flottentanker Tomahawk (AO 88). Sie wurde weiterhin zum Schutz der Flugzeugträger eingesetzt, die weiterhin Luftoperationen zur Vorbereitung der Landung auf Okinawa durchführten. Die Landung wurde wie geplant am 1. April 1945 durchgeführt. Am 7. April kamen japanische Überwassereinheiten durch das Ostchinesische Meer mit Kurs auf Okinawa, um die Landeoperation zu stören. Diese Einheiten wurden aber durch massive Luftangriffe der TF 58 von Admiral Mitscher vernichtet. Bei diesen Luftangriffen wurden das Schlachtschiff Yamato, der Leichte Kreuzer Yahagi und vier Zerstörer versenkt.
Die Alaska war in den nächsten Tagen noch sehr erfolgreich: Am 11. April schoss sie ein japanisches Flugzeug und eine japanische Raketenbombe vom Typ Yokosuka MXY-7 „Ohka“ ab. Am 16. April wurden von der Alaska selbst drei Feindflugzeuge abgeschossen; bei drei weiteren Abschüssen war sie beteiligt. In der Nacht vom 21. auf den 22. April und vom 29. auf den 30. April schoss die Alaska mehrere Feindflugzeuge ab.

#### Erholung
Am 14. Mai 1945 war die Alaska nach Ulithi zurückgekehrt, damit sich ihre Besatzung erholen, die Vorräte an Bord ergänzen und kleinere Reparaturen durchführen konnte. Hiernach war die Alaska bei der 3. Flotte in der Task Force 38 der Task Group 38.4 zugeteilt. Die Neuankömmlinge in dieser Einheit waren das Schlachtschiff Iowa und der Flugzeugträger Ticonderoga. Auch in dieser Task Group wurde die Alaska zum Schutz der Flugzeugträger eingesetzt.

#### Weitere Einsätze
Die TG 38.4 wurde nach zwei Wochen zur San-Pedro-Bucht, Leyte, beordert, wo sie sich den nächsten Monat, vom 13. Juni bis zum 13. Juli, aufhielt. Nach dieser Einsatzperiode lag die Alaska wieder in ihrer Basis. Nach dieser Pause fuhr das Schiff in der neu gebildeten Task Force 95. Diese TF wurde in das Ostchinesische Meer beordert. Dieses Meer war ein beliebtes Jagdgebiet von amerikanischen U-Booten und Flugzeugen, aber seit dem Angriff auf Pearl Harbor war bisher keine amerikanische Überwassereinheit in dieses Seegebiet vorgestoßen. Trotzdem gab es keine Feindeinheiten in diesem Gebiet. Die japanischen Luftangriffe wurde allesamt von den CAPs der Flugzeugträger abgewehrt.

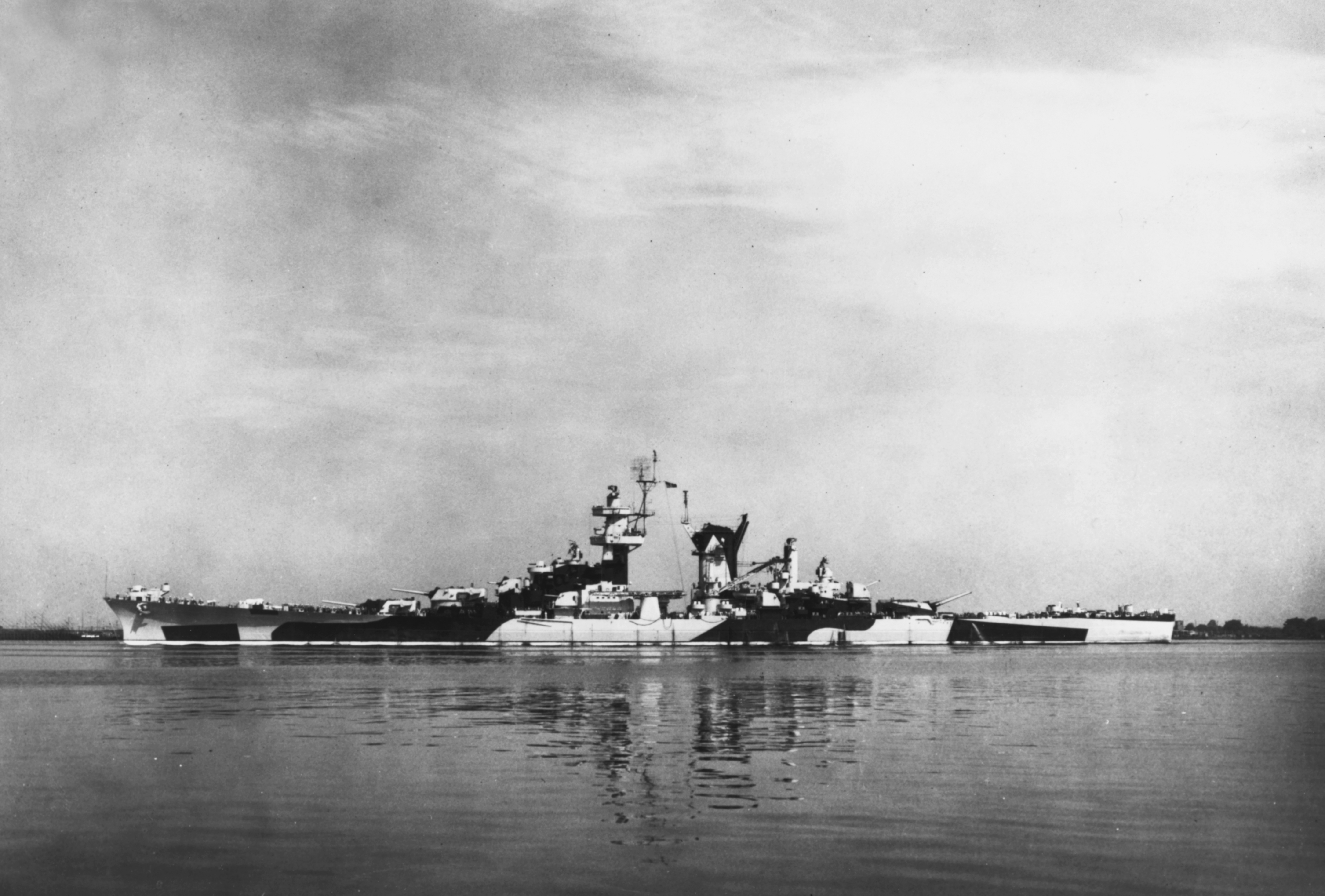
Auf diesem Bild ist die Alaska mit dem Tarnschema 32/1D (Hellgrau, Ozeangrau und Schwarz) auf dem Delaware River am 30. Juli 1944 zu sehen, in der Nähe der Marinewerft von Philadelphia.

### Ende des Krieges
Nachdem der Krieg am 15. August mit der Kapitulation Japans geendet hatte, wurde die Alaska in die 7. Flotte eingegliedert, um an der Flottenparade im Gelben Meer und im Golf von Chihli teilzunehmen. Am 8. September 1945 erreichte die Alaska Jinsen (später Incheon), Korea, wo sie die Landung von Truppen auf Jinsen unterstützte. Sie blieb bis zum 26. September in diesem Einsatzgebiet. Dann wurde sie nach Tsingtao beordert, wo das Schiff bis zum 13. November blieb, um die Landung der 6. Marine-Division in diesem nordchinesischen Hafen zu unterstützen. Sie wurde wieder nach Jinsen abkommandiert, um dort amerikanische Soldaten aufzunehmen und in die Heimat zurückzufahren. Diese Operation wurde als Magic Carpet (fliegender Teppich) bekannt. Am 14. September fuhr die Alaska Richtung Heimat. Nach einem Zwischenstopp in Pearl Harbor fuhr sie dann nach San Francisco.

### Nachkriegszeit und Ende
Am 13. Dezember 1945 wurde die Alaska durch den Panama-Kanal wieder in den Atlantik überführt, am 18. Dezember erreichte sie die Marinewerft von Boston. Dort wurde die Vorbereitung für ihre Inaktivierung getroffen. Am 1. Februar 1946 kam die Alaska nach Bayonne, New Jersey, an ihren Liegeplatz für die Inaktivierung. Am 13. August wurde sie inaktiviert und der Reserveflotte zugeführt. Am 17. Februar 1947 wurde sie außer Dienst gestellt, aber in Reserve belassen.
Die Alaska kehrte nie wieder in den aktiven Dienst zurück. Ihr Name wurde am 1. Juni 1960 von der Namensliste gestrichen und das Schiff am 30. Juni 1960 an die Lipserr Division der Firma Luria Brothers zur Abwrackung verkauft.
Die Alaska erhielt drei Battle Star-Auszeichnungen für Verdienste im Zweiten Weltkrieg.